# Aspidodiadema hawaiiense
Aspidodiadema hawaiiense is een zee-egel uit de familie Aspidodiadematidae.
De wetenschappelijke naam van de soort werd in 1939 gepubliceerd door Theodor Mortensen.